# ガラス越しに消えた夏
「ガラス越しに消えた夏」（ガラスごしにきえたなつ）は、1986年2月26日にEPIC・ソニーから1stアルバム『mother of pearl』と同時発売された鈴木雅之の1枚目のシングル。
本項では、表題曲の作曲を手掛けた大沢誉志幸によるセルフカバーも記述する。

## 背景
表題曲の「ガラス越しに消えた夏」は、日清食品『カップヌードル』のキャンペーンソングに使用され、小杉産業『'86ジャンセン』のCMソングにも使用された。
ベスト・アルバム『MARTINI』に収録されたほか、同時発売の『MARTINI Instrumental Collection』にインストゥルメンタルバージョンが収録された。
本曲は、作曲を手掛けた大沢誉志幸自身が「『途方』（の曲中）で別れた男女のその後を描いた曲」で、自身のヒット曲『そして僕は途方に暮れる』のアンサーソングであることをインタビューで語っている。
鈴木は「Tシャツに口紅」の続編として、大沢に依頼した、とのちに語っている。
本作にて1991年末の『第42回NHK紅白歌合戦』に初出場した。

## 制作
表題曲である「ガラス越しに消えた夏」の作曲は、シンガーソングライターの大沢誉志幸が担当し、ギターは布袋寅泰が演奏している。

## 収録曲
- 全編曲：Hoppy神山

1. ガラス越しに消えた夏
  - 作詞：松本一起／作曲：大沢誉志幸
2. 輝きと呼べなくて
  - 作詞：柳川英巳／作曲：鈴木雅之・大沢誉志幸

## カバー
- 猿岩石  –  アルバム『1986』（1999年）
- SOTTE BOSSE  –  アルバム『Essence of life』（2006年）
- Che'Nelle  –  アルバム『Luv Songs』（2011年）※英語
- 石井聖子  –  アルバム『When a woman loves a man 〜女が男を愛するとき〜』（2013年）
- 川上大輔  –  （2015年）
- CHEMISTRY  –  シングル「Angel/Still Walking」（2019年）

## 大沢誉志幸による歌唱盤
鈴木雅之に楽曲提供した同名の楽曲をセルフカバーした大沢誉志幸の24枚目のシングル。1994年10月21日にEpic/Sony Recordsよりリリースされた。

### 背景
このシングルバージョンは、同年にリリースされたアルバム『Collage』収録されているバージョンとはアレンジが異なる。
この作品を以て、Epic/Sony Recordsでのシングルリリースは本作が最後となっている。

### 収録曲
- 全作曲：大沢誉志幸

1. ガラス越しに消えた夏 (シングル ストリングス ヴァージョン)  –  （4分41秒）
  - 作詞：松本一起／編曲：服部克久
2. プライベートホテル  –  （5分59秒）
  - 作詞：安藤秀樹／編曲：大沢誉志幸 with カメレオンズ
  - 鈴木雅之に提供した楽曲のセルフカバー。

### バージョン
- シングル ストリングス バージョン （4分41秒）  –  編曲：服部克久
  - 『I.D Y BEST COLLECTION』（1998年）に収録。
  - 『TraXX －Yoshiyuki Ohsawa Single Collection－』（2010年）に収録。
- アコースティック・ヴァージョン （5分27秒）  –   編曲：大沢誉志幸 with カメレオンズ
  - 『Collage』（1994年）に収録。
- 夕凪ヴァージョン （6分00秒）  –  編曲：URU／ストリングス・アレンジ：弦一徹
  - 『Season's greetings II 〜夕凪〜』（2008年）に収録。